# Karassan

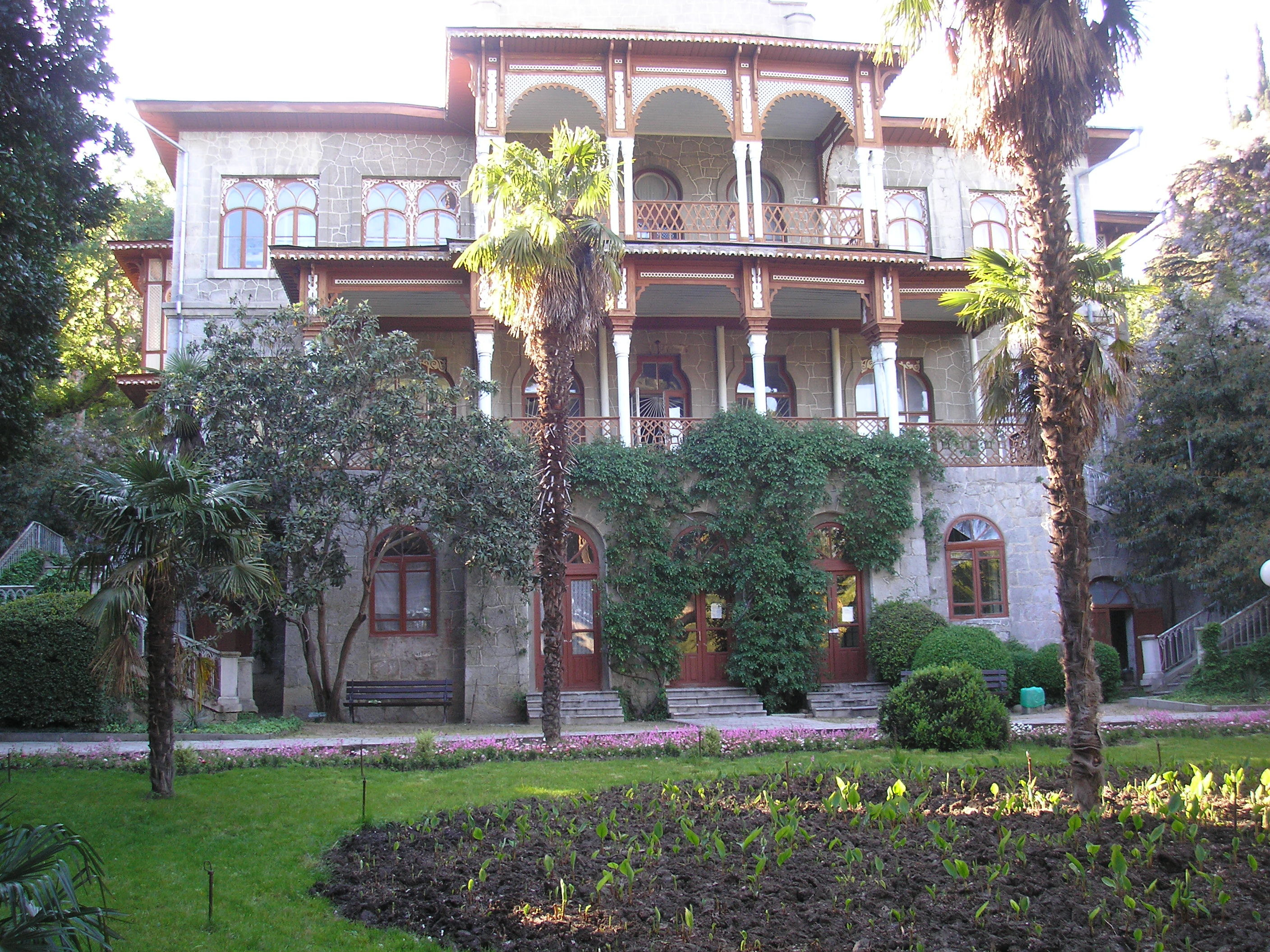
Façade sud de la villa - ou palais - Raïevski, au domaine de Karassan.

Karassan est un ensemble architectural et un parc situé sur la côte de Crimée au bord de la mer Noire. Karassan se trouve dans le territoire du village de Malomaïak (ou Maly Maïak) qui dépend administrativement de Partenit et de la municipalité d'Alouchta. Son nom provient de Karassan (ou Kara-Assan), du nom  de la localité en langue tatare de Crimée. 

## Historique
Cette localité au bord de la mer, au nord-est de Partenit, est connue depuis longtemps comme Kara-Assan. Le domaine est acheté au début du XIXe siècle par le général Borozdine. Celui-ci prend sa retraite en 1816 et s'y installe. Il fait arranger le parc en 1820, selon les recommandations du directeur du jardin botanique de Nikita, Hartwiß et celui du jardin botanique de Saint-Pétersbourg, Fischer. En 1839, après la mort du général, la propriété passe à sa fille Anna, épouse du  général Raïevski (1801-1843). La famille Raïevski demeure propriétaire jusqu'à son expulsion après la révolution de 1917.
C'est en 1885-1887 que le fils du général, Mikhaïl Raïevski, fait bâtir la villa actuelle à la place de l'ancienne demeure. L'architecte Karl Eschlimann la construit en style mauresque et l'on prend l'habitude de l'appeler « palais Raïevski ». La façade nord donnant sur l'allée d'honneur est ornée de colonnes de granite avec des fenêtres à la mauresque et vitragées. La façade ouest est décorée de balcons de bois dans le style du palais de Bakhtchissaraï; la façade côté couchant est agrémentée d'une tourelle à coupole reliant une galerie à six fenêtres mauresques et mezzanine (le balcon est anéanti par un tremblement de terre en 1927). La façade sud qui donne sur le parc descendant vers la mer est ornée de balcons en forme de loggias néo-mauresques. 
Les propriétaires sont expulsés après la révolution et l'ensemble est nationalisé en 1920. En 1924, les autorités y installent une maison de vacances et de repos (ce type d'institution est appelé « sanatorium » à l'époque soviétique), dénommée « sanatorium Karassan ». L'administration s'installe dans la villa Raïevski.

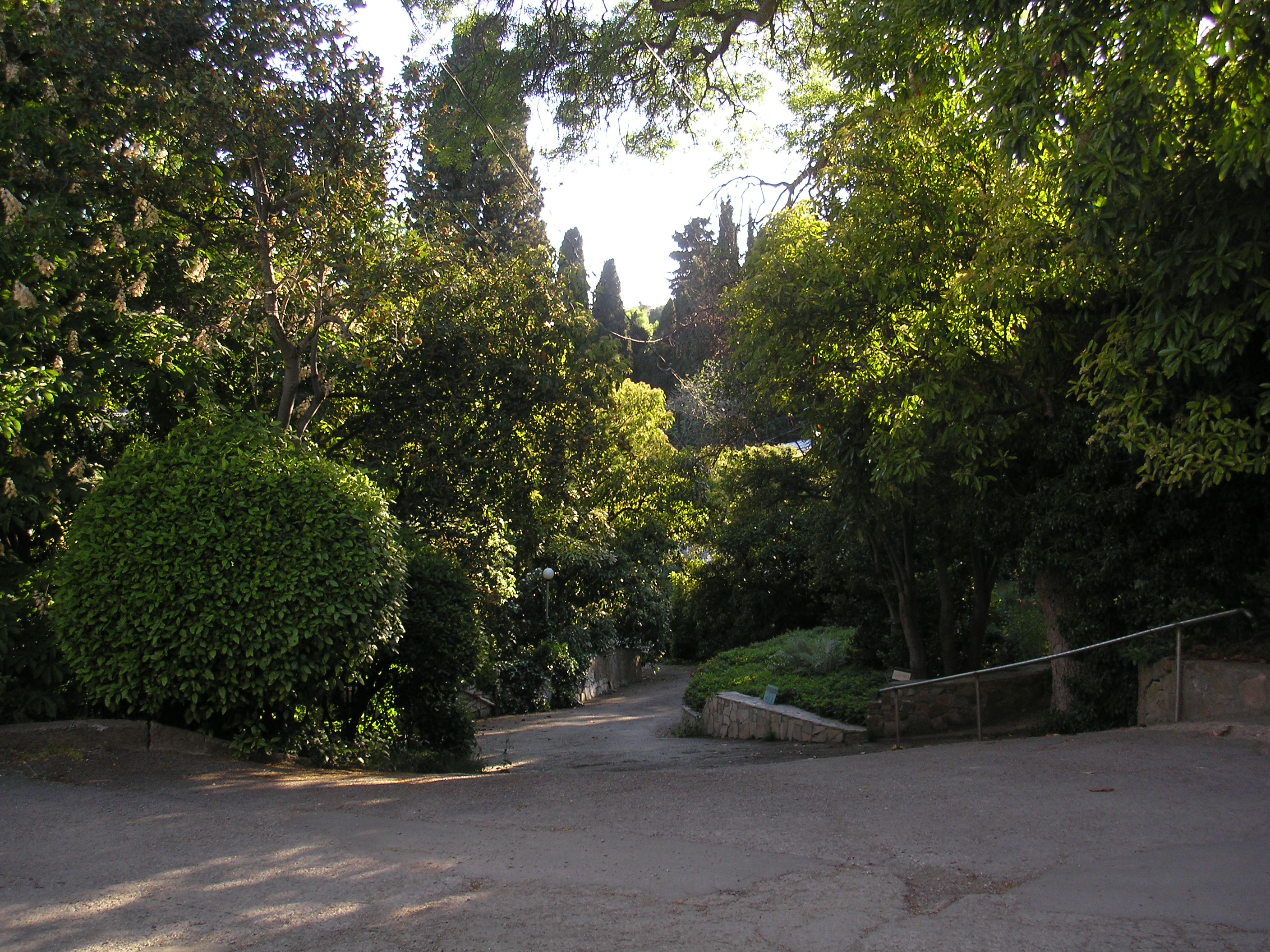
Vue du parc.

Le parc de Karassan couvre aujourd'hui 18 hectares et comprend plus de deux cent-vingt espèces de plantes, arbres ou arbrisseaux dont une grande partie est d'origine exotique (d'Amérique du Sud ou d'Afrique). Il est planté notamment de différentes essences de pins, d'oliviers, de cyprès et de bambous.

## Illustrations

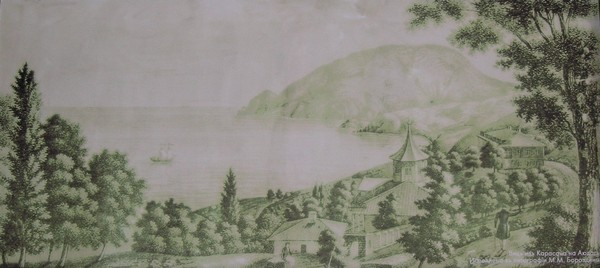
Karassan en 1820
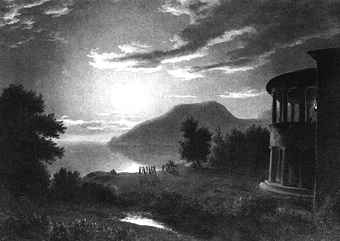
J. Miville, « La maison du général Borozdine à Koutchouk-Lambat», 1818
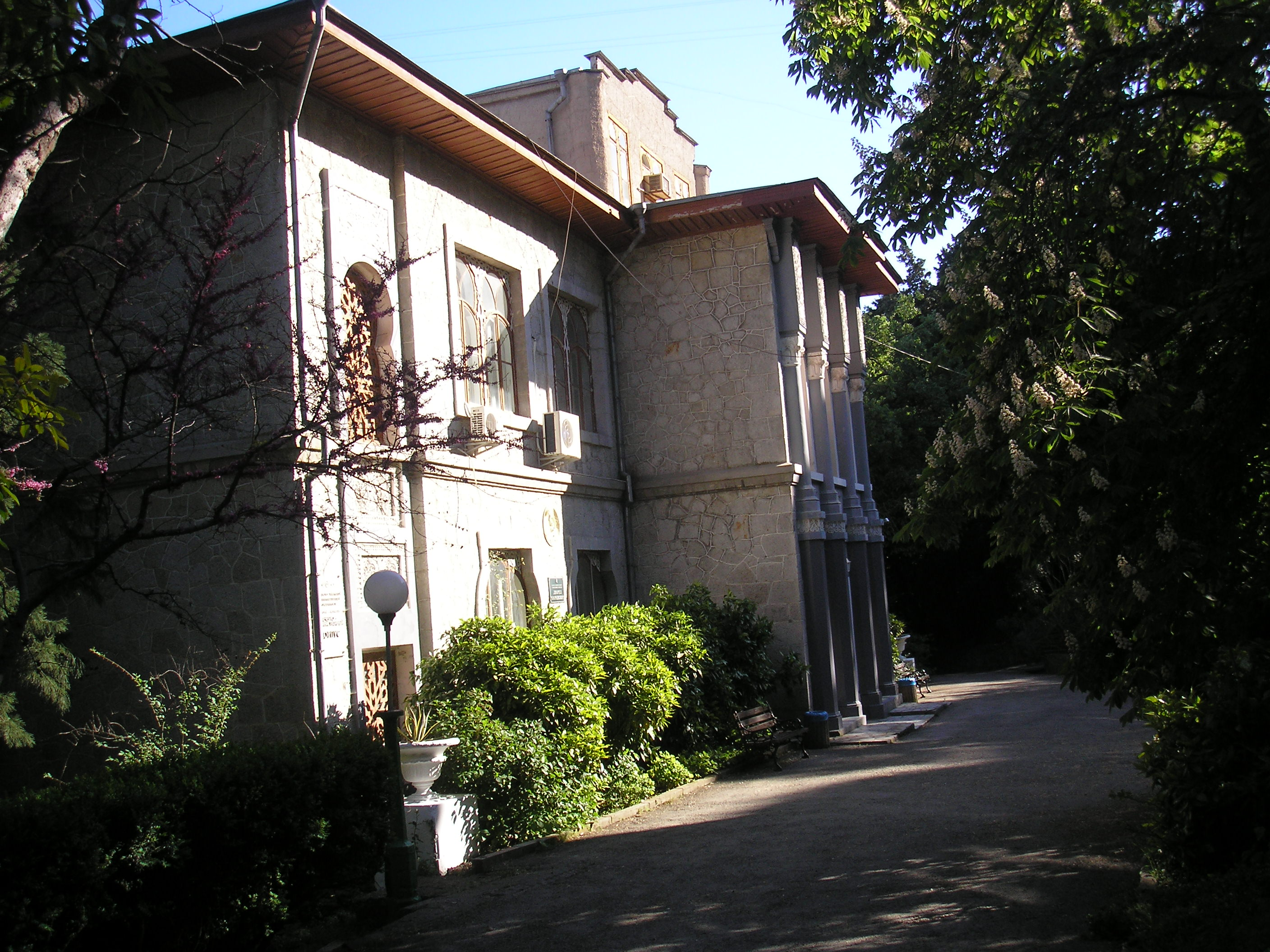
Façade nord du palais Raïevski
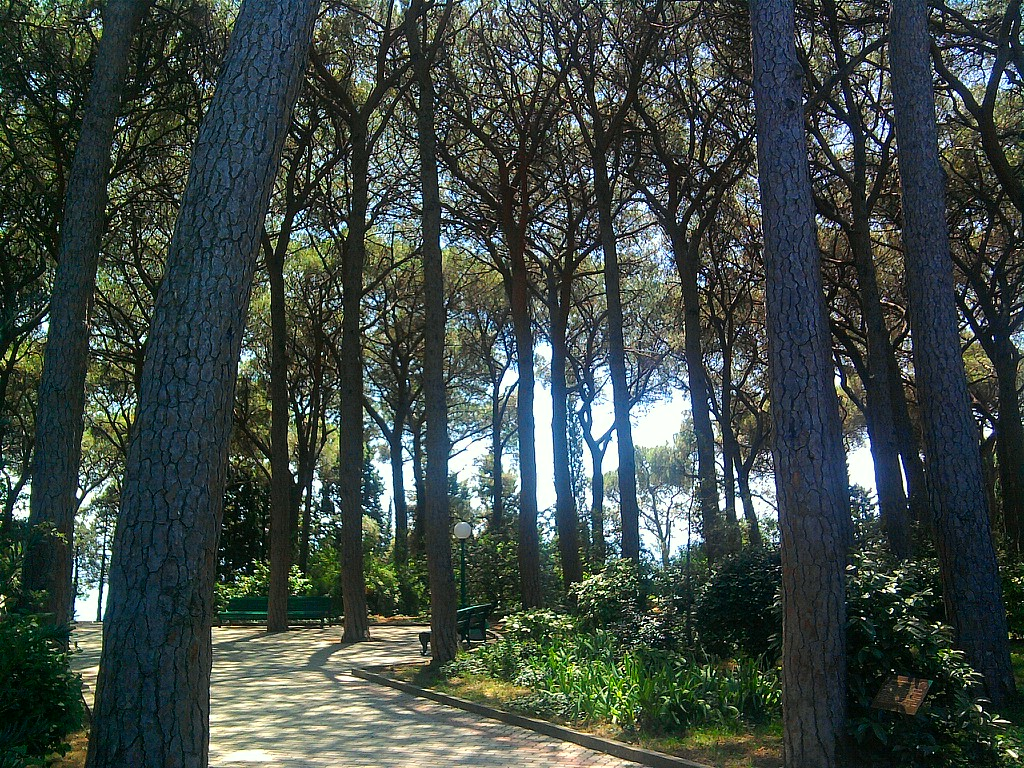
Une allée du parc

## Source
- (ru) Cet article est partiellement ou en totalité issu de l’article de Wikipédia en russe intitulé « Карасан (имение) » (voir la liste des auteurs).